# Mary a Max
Mary a Max je animovaný film z roku 2009, který napsal a režíroval Adam Elliot. Jde o autorův celovečerní debut, ale některými prvky je film podobný jeho předchozímu krátkometrážnímu filmu Harvie Krumpet (2003), oceněnému Oscarem. Ve filmu vystupují figurky z modelíny, které jsou dabovány Toni Colletovou, Philipem Seymourem Hoffmanem a Ericem Banou. Hlas vypravěče patří Barrymu Humphriovi.
Premiérově byl film uveden během prvního dne Sundance Film Festivalu 2009.

## Děj
Film se odehrává v letech 1976 až 1994 a vypráví o zvláštním přátelství mezi Mary, osamělou osmiletou holčičkou, která žije na předměstí Melbourne v Austrálii, a Maxem, 44letým obézním nevěřícím Židem s Aspergerovým syndromem, žijícím v New Yorku. Mary odešle dopis na adresu náhodně vybranou v seznamu, dopis dostane Max a odpoví jí. Tak vznikne přátelství na dálku. Mary s Maxem si popisují své drobné příhody a svěřují se se svými problémy (např. že se Mary posmívají spolužáci a že její matka je alkoholička, Max má obecně úzkost ze světa, kterou řeší přejídáním). Max se brzy na několik měsíců odmlčí a Mary je z toho velmi nešťastná, pak se ale vše vysvětlí tím, že Max musel podstoupit léčení. Během doby, kdy si s Maxem píší, se Mary vdá za svého souseda Damiana a vystuduje sociologii. Ve své závěrečné práci ale popíše Aspergerův syndrom podle dopisů od Maxe a ten se cítí zrazen a přestane si s Mary dopisovat. Ta z toho má deprese, začne pít, rozpadne se jí manželství a uvažuje o sebevraždě. Od té ji na poslední chvíli ale zachrání balík od Maxe. Příběh končí tím, že se 26letá Mary vydá za Maxem do New Yorku, když tam ale dorazí, najde Maxe mrtvého. Zemřel v ten den.

## Obsazení
| Toni Collette          | Mary Daisy Dinkle   |
| Philip Seymour Hoffman | Max Jerry Horovitz  |
| Eric Bana              | Damian Popodopoulos |
| Barry Humphries        | vypravěč            |
| Bethany Whitmore       | mladá Mary          |

## Hudba
Ve filmu zní orchestrální hudba od různých autorů.

### Soundtrack
1. Penguin Cafe Orchestra – Perpetuum Mobile
2. ABC Radio Orchestra – Old Mother Hubbard
3. Sydney Alpha Ensemble – Russian Rag
4. Dale Cornilius – Across Two Worlds
5. Leroy Anderson – The Typewriter
6. Sydney Symphony Orchestra – Dance of The Knights
7. Penguin Cafe Orchestra – Prelude & Yodel
8. The Kings Consort & Choir – Zadok the Priest
9. Dale Cornilius – Max's Meltdown
10. Bert Kaemfert and His Orchestra – That Happy Feeling
11. The London Pops Orchestra – Zorba's Dance
12. James Last and his Orchestra – That's Life
13. Dale Cornilius – How I Feel / Pulping Her Life
14. Pink Martini – What Ever Will Be Will Be
15. Nana Mouskouri – The Humming Chorus
16. Bert Kaemfert – A Swinging Safari

## České recenze
- Kamil Fila, Aktuálně.cz, 3. srpna 2009
- Vít Schmarc, Moviezone.cz, 15. srpna 2009
- František Fuka, FFFilm, 14. června 2009